# Diapoma thauma
Diapoma thauma es una especie de pez de agua dulce characiforme del género Diapoma. Habita en ambientes acuáticos subtropicales del centro-este de Sudamérica.

## Taxonomía
Esta especie fue descrita originalmente en el año 2011 por los ictiólogos Naércio Aquino de Menezes y Stanley Howard Weitzman.
Localidad tipo
La localidad tipo referida es: “río das Antas, cerca de la desembocadura de la cuenca del río da Prata, Río Grande del Sur, Brasil, en las coordenadas: 29°04′01″S 51°22′48″O / -29.06694, -51.38000”.
Holotipo
El ejemplar holotipo designado es el catalogado como: MCP 44105, un macho adulto el cual midió 32 mm.
Etimología
Etimológicamente el término genérico Diapoma se construye con palabras en el idioma griego, en donde: dis (dia) significa 'a través' y poma es 'frente'.
El epíteto específico thauma también es una palabra griega que significa 'asombro' o 'maravilla', haciendo referencia a la belleza que este pez exhibe en vida.

## Características
La especie más parecida es Diapoma terofali, pero se puede distinguir fácilmente de ella por tener un menor número de branquispinas y de radios en la aleta anal. Ambas especies se separan de otras especies similares del mismo género por carecer de las extensiones operculares presentes en D. pyrrhopteryx y D. speculiferum.

## Distribución geográfica
Esta especie es endémica de cursos fluviales que integran la cuenca del río Yacuí, al noroeste de Porto Alegre, en el estado de Río Grande del Sur, en el sur del Brasil.
Es una especie endémica de la ecorregión de agua dulce laguna dos Patos.